# Кассё, Мишель
Мишель Кассё (фр. Michel Casseux; 1794—1869) — французский боксёр, один из создателей боевого искусства сават.

## Биография
Мишель Кассё родился в 1794 году, в восточном пригороде Парижа в Куртийе. В этом районе жили низы общества, и ежедневно происходили драки. С детства Мишелю приходилось драться, и он был лучшим уличным бойцом своего времени. Он просил других уличных бойцов научить его их приёмам, потом, собрав их воедино, довел в драках свою технику уличного боя до очень высокого уровня. В 1824 году написал брошюру, в которой изложил перечень приёмов рукопашного боя. Вскоре он стал знаменитым, и к нему стали приходить многочисленные желающие научиться драться. Уже в 1825 году ему пришлось арендовать зал на улице Бюффо в Париже. У него учились и бедные, и богатые люди. Был даже герцог Орлеанский, наследник французского престола. Завидуя популярности Кассё, к нему приходили известные уличные бойцы и бросали вызов, но он навсегда отбил у них охоту драться с ним. Уровень мастерства Кассё в уличных драках, а также скорость и силу наносимых им в бою ударов никто не смог превзойти до конца его жизни. Его могучие длинные руки с широкими ладонями наносили противникам удары по голове, шее, носу, горлу. После них, чаще всего, противник умирал или становился инвалидом (если мэтр уличного боя бил не в полную силу). Также руками он блокировал удары оппонента; в бою Мишель задействовал и ноги. Это были прямые, круговые, боковые удары стопой, обутой в грубый башмак. Они ломали голеностопный сустав, голень, выбивали коленные чашечки. Позже Мишель, кроме нижнего уровня, добавил в свою систему удары ногами по среднему уровню. Один очевидец описал его в 1830 году так «Лицо Мишеля было бледным, глаза — серого цвета, сам он был худым и костлявым, с длинными руками, ногами и широкими ладонями. Руки были достаточно крепкими и сильными, их можно было сравнить с деревом или камнем. Его жесты довольно быстрые, а движения — гибкие. Одет Кассё в широкие брюки и коричневого цвета куртку, с головных уборов предпочитал кепи с огромной кисточкой, которая свисала набок». Он познал и деньги, и славу — в дальнейшем его жизнь сложилась не самым лучшим образом. Умер Мишель Кассё в 1869 году, полностью разорившись, но он вошёл в историю и стал предтечей французского бокса.